# Miller (Name)
Miller ist ein Familienname, der im englischsprachigen Raum selten auch als Vorname vorkommt.

## Herkunft und Bedeutung
Miller ist die englische Entsprechung des deutschen Familiennamens „Müller“ oder „Müllner“, die polonisierte und russifizierte Form des Namens „Müller“ sowie eine häufige regionale (bayrischer und alemannischer Sprachraum) Variante des Namens im deutschsprachigen Raum.

## Namensträger

### A
- A. C. Miller (Albert C. Miller; 1898–1979) US-amerikanischer Politiker
- A. G. Miller (1900–1977), Pseudonym des österreichischen Schriftstellers Hans Gustl Kernmayr
- Aaron Miller (* 1971), US-amerikanischer Eishockeyspieler
- Aaron Chancellor Miller (* 1993), US-amerikanischer Schauspieler
- Abby Lee Miller (* 1965), US-amerikanische Tanzlehrerin
- Adam Miller (Fußballspieler, 1883) (1883–1917), schottischer Fußballspieler
- Adam Miller (Fußballspieler, 1887) (1887–1972), schottischer Fußballspieler
- Adam Miller (Pokerspieler), US-amerikanischer Pokerspieler
- Adam Miller (Fußballspieler, 1982) (* 1982), englischer Fußballspieler
- Adam Miller (Eishockeyspieler) (* 1984), US-amerikanischer Eishockeyspieler
- Adam Miller (Leichtathlet) (* 1984), australischer Sprinter
- Adolf von Miller (1838–1913) deutscher Jurist
- Adolf Miller (Beamter) (1870–nach 1937), deutscher Ministerialbeamter
- Adrienne Miller (* 1972), US-amerikanische Autorin und Journalistin
- Al Miller (Musiker) (um 1900–nach 1936), US-amerikanischer Bluesmusiker
- Al Miller (Rennfahrer) (1907–1967), US-amerikanischer Automobilrennfahrer
- Al Miller (Fußballtrainer) (* 1936), US-amerikanischer Fußballtrainer
- Alan Miller (Produzent) (1908–1985), US-amerikanischer Filmproduzent
- Alan Miller (Spieleentwickler), Computerspieledesigner und Unternehmer
- Alan Miller (Radsportler) (* 1965), neuseeländischer Radsportler
- Alan Miller (Fußballspieler) (1970–2021), englischer Fußballspieler
- Alan Ronald Miller, bekannt als Christopher S. Hyatt (1943–2008), US-amerikanischer Psychologe und Okkultist
- Alana Miller (* 1980), kanadische Squashspielerin
- Alano Miller (* 1979), US-amerikanischer Schauspieler
- Albert Miller (Politiker) (1900–1966), deutscher Politiker (NSDAP)
- Albert Miller (1912–1977), kanadischer Sänger, Schauspieler und Autor, siehe Alan Mills
- Albert Miller (Leichtathlet) (* 1957), fidschianischer Leichtathlet
- Albert Miller von Hauenfels (1818–1897), österreichischer Montanist
- Alden Holmes Miller (1906–1965), US-amerikanischer Ornithologe
- Alex Miller (Fußballspieler, 1890er), schottischer Fußballspieler
- Alex Miller (Autor) (* 1936), australischer Schriftsteller
- Alex Miller (Fußballspieler) (* 1949), schottischer Fußballspieler und -trainer
- Alex Miller (Politiker) (* 1977), israelischer Politiker
- Alex Miller (Radsportler) (* 2000), namibischer Radprofi
- Alexander Miller (Theologe) (1908–1960), schottisch-neuseeländischer Theologe
- Alexander Miller (Philosoph) (* 1965), britischer Philosoph und Hochschullehrer
- Alexander Miller (Komponist) (* 1968), US-amerikanischer Komponist
- Alexander Miller (Basketballspieler), chilenischer Basketballspieler
- Alexander Miller, namibischer Radsportler, siehe Alex Miller (Radsportler)
- Alexander A. Miller (1875–1935), russischer Archäologe
- Alexei Borissowitsch Miller (* 1962), russischer Manager
- Alfred Miller (Germanist, 1881) (1881–1940), deutscher Germanist
- Alfred Miller (Germanist, 1897) (1897–nach 1936), deutscher Germanist und Herausgeber der völkischen Propaganda-Zeitschrift Flammenzeichen
- Alfred Jacob Miller (1810–1874), US-amerikanischer Maler
- Alice Miller (1923–2010), Schweizer Schriftstellerin und Psychologin
- Alice Miller (Politikerin) (* 1939), US-amerikanische Politikerin und Pädagogin
- Alice Miller (Golfspielerin) (* 1956), US-amerikanische Golfspielerin
- Alice Duer Miller (1874–1942), US-amerikanische Schriftstellerin, Dichterin und Feministin
- Allan Miller (Dirigent) (* 1934), US-amerikanischer Dirigent und Dokumentarfilmregisseur
- Allan Miller (Schauspieler) (* 1929), US-amerikanischer Schauspieler
- Allison Miller (Musikerin) (* 1974/75), US-amerikanische Schlagzeugerin
- Allison Miller (Schauspielerin) (* 1985), US-amerikanische Schauspielerin
- Amara Miller (* 2000), US-amerikanische Schauspielerin
- Amiah Miller (* 2004), US-amerikanische Schauspielerin und Model
- Andre Miller (* 1976), amerikanischer Basketballspieler
- Andrea Miller (* 1982), neuseeländische Hürdenläuferin
- Andreas Miller (1923–1999), Schweizer Soziologe
- Andrew Miller (Politiker) (1949–2019), britischer Gewerkschafter und Unterhausabgeordneter
- Andrew Miller (Autor, 1960) (* 1960), englischer Autor
- Andrew Miller (Radsportler) (* 1968), US-amerikanischer Radsportler
- Andrew Miller (Schauspieler, 1969) (* 1969), kanadischer Schauspieler, Regisseur und Produzent
- Andrew Miller (* 1984), US-amerikanischer Eishockeyspieler, siehe Drew Miller
- Andrew Miller (Baseballspieler) (* 1985), US-amerikanischer Baseballspieler
- Andrew Miller (Eishockeyspieler) (* 1988), US-amerikanischer Eishockeyspieler
- Andrew Miller (Schauspieler, 2003) (* 2003), US-amerikanischer Schauspieler, siehe Andrew und Jakob Miller
- Andrew D. Miller (* 1974), englischer Journalist und Schriftsteller, siehe A. D. Miller
- Andrew Elvis Miller, US-amerikanischer Schauspieler
- Andrew T. Miller, US-amerikanischer Komponist und Pianist
- Anita Miller (* 1951), US-amerikanische Hockeyspielerin
- Anja Miller (* 1971), deutsche Journalistin, Leiterin des ARD-Studios Rom
- Ann Miller (1923–2004), amerikanische Schauspielerin und Tänzerin
- Anthony Miller (Mörder) (* 1941), schottischer Mörder
- Anthony Miller (Footballspieler, 1965) (* 1965), US-amerikanischer American-Football-Spieler (Wide Receiver, San Diego Chargers)
- Anthony Miller (Basketballspieler) (* 1971), US-amerikanischer Basketballspieler
- Anthony Miller (Footballspieler, 1990) (* 1990), US-amerikanischer American-Football-Spieler (Tight End, Denver Broncos)
- Anthony Miller (Footballspieler, 1994) (* 1994), US-amerikanischer American-Football-Spieler (Wide Receiver, Chicago Bears)
- Anthony W. Miller, US-amerikanischer Regierungsbeamter
- Anton von Miller, Pseudonym von Frank Rudolf Bienenfeld (1886–1961), österreichischer Rechtsanwalt und WJC-Funktionär
- Anton Miller (Verleger) (1897–1969), deutscher Zeitungsverleger
- Anton Miller (1899–1988), deutscher Unternehmer und Politiker (CDU, CSU)
- Anton Miller (1914–nach 1963), deutscher Architekt, siehe Toni Miller
- Archie H. Miller (1886–1958), US-amerikanischer Politiker
- Arjay Miller (1916–2017), US-amerikanischer Manager
- Arthur Miller (1915–2005), US-amerikanischer Dramatiker und Essayist
- Arthur C. Miller (Arthur Charles Miller; 1895–1970), US-amerikanischer Kameramann
- Arthur G. Miller (* 1942), US-amerikanischer Kunsthistoriker und Archäologe
- Arthur I. Miller (Arthur Ian Miller; * 1940), US-amerikanischer Autor
- Arthur K. Miller (1902–1963), US-amerikanischer Paläontologe
- Arthur L. Miller (Arthur Lewis Miller; 1892–1967), US-amerikanischer Politiker (Nebraska)
- Arthur Maximilian Miller (1901–1992), deutscher Schriftsteller
- Arthur R. Miller (Arthur Raphael Miller; * 1934), US-amerikanischer Rechtswissenschaftler und Hochschullehrer
- Asa Miller (* 2000), philippinischer Skirennläufer
- Ashinia Miller (* 1993), jamaikanischer Kugelstoßer
- Ashley Miller (Regisseur) (1867–1949), US-amerikanischer Regisseur, Drehbuchautor und Animator
- Ashley Miller (Drehbuchautor) (* 1971), US-amerikanischer Drehbuchautor und Produzent
- Ashley Miller (Fußballspieler) (* 1994), englischer Fußballspieler
- Ashley Miller (Leichtathletin) (* 1998), simbabwisch-US-amerikanische Leichtathletin
- Asya Miller (* 1979), amerikanische Goalballspielerin
- Athanasius Miller (1881–1963), deutscher Benediktiner
- Aubree Miller (* 1979), amerikanische Schwimmerin
- Aubrey K. Miller (* 2001), US-amerikanische Schauspielerin
- August von Miller zu Aichholz (1829–1899), österreichischer Industrieller, Mäzen und Privatgelehrter
- Austin S. Miller (* 1961), US-amerikanischer General

### B
- Barbara Miller (* 1970), Schweizer Regisseurin
- Barry Miller (Politiker) (1864–1933), US-amerikanischer Politiker
- Barry Miller (Schauspieler) (* 1958), US-amerikanischer Schauspieler
- Bea Miller (* 1999), US-amerikanische Sängerin, Schauspielerin und YouTuberin
- Beatrix Miller (1923–2014), britische Herausgeberin
- Ben Miller (* 1966), britischer Schauspieler
- Benjamin M. Miller (1864–1944), US-amerikanischer Politiker
- Bennett Miller (* 1966), US-amerikanischer Filmregisseur
- Benno Miller (* 1887), deutscher Bildhauer
- Bert H. Miller (1879–1949), US-amerikanischer Politiker
- Bessie Irving Miller (1884–1931), US-amerikanische Mathematikerin und Hochschullehrerin
- Big Miller (1922–1992), US-amerikanischer Sänger
- Bill Miller (Stabhochspringer) (William Waring Miller; 1912–2008), US-amerikanischer Stabhochspringer
- Bill Miller (Musiker) (William Miller; 1915–2006), US-amerikanischer Musiker und Bandleader
- Bill Miller (H. William Miller; 1920–1961), US-amerikanischer Schriftsteller, siehe Whit Masterson
- Bill Miller (Speerwerfer) (William Preston Miller; 1930–2016), US-amerikanischer Speerwerfer
- Bill Miller (Politiker), britischer Politiker (Labour Party)
- Bill Miller (Sänger) (* 1955), indianischer Musiker und Songschreiber
- Bill Miller (Produzent) (* 1960), australischer Filmproduzent
- Billie Miller (* 1944), Politikerin aus Barbados
- Billy Miller (1979–2023), US-amerikanischer Schauspieler
- Bing Miller (1894–1966), US-amerikanischer Baseballspieler
- Bob Miller (Musiker) (1895–1955), US-amerikanischer Musiker und Songschreiber
- Bob Miller (Footballspieler) (1929–2006), US-amerikanischer Football-Spieler
- Bob Miller (Sportreporter) (* 1938), US-amerikanischer Sportreporter
- Bob Miller (Politiker, 1941) (* 1941), australischer Politiker
- Bob Miller (Politiker, 1945) (* 1945), US-amerikanischer Politiker (Nevada)
- Bob Miller (Politiker, 1953) (* 1953), US-amerikanischer Politiker (Alaska)
- Bob Miller (Eishockeyspieler) (* 1956), US-amerikanischer Eishockeyspieler
- Bob Miller (Basketballspieler), US-amerikanischer Basketballspieler
- Bode Miller (* 1977), US-amerikanischer Skifahrer
- Brad Miller (Politiker) (* 1953), US-amerikanischer Politiker
- Brad Miller (Eishockeyspieler, 1969) (* 1969), kanadischer Eishockeyspieler
- Brad Miller (Basketballspieler) (* 1976), US-amerikanischer Basketballspieler
- Brad Miller (Eishockeyspieler, 1986) (* 1986), US-amerikanischer Eishockeyspieler
- Brad Miller (Baseballspieler) (* 1989), US-amerikanischer Baseballspieler
- Branda Miller (* 1952),  US-amerikanische Videokünstlerin
- Brandon Miller (Basketballspieler) (* 2002), US-amerikanischer Basketballspieler
- Brandon Miller (* 2002), US-amerikanischer Leichtathlet
- Braxton Miller (* 1992), US-amerikanischer Footballspieler
- Brent Miller (Schauspieler), kanadischer Schauspieler und Synchronsprecher
- Brent Miller (Produzent), amerikanischer Produzent
- Brent Miller (Badminton), neuseeländischer Badmintonspieler
- Brian Miller (Fußballspieler) (1937–2007), englischer Fußballspieler und -trainer
- Brian Miller (Schauspieler) (* 1941), britischer Schauspieler
- Brian A. Miller (Regisseur) (* im 20. Jahrhundert), US-amerikanischer Filmregisseur, Schauspieler und Drehbuchautor
- Brian A. Miller (Produzent) (* im 20. Jahrhundert), US-amerikanischer Fernsehproduzent und Senior Vice President und General Manager der Cartoon Network Studios
- Brooke Miller (* 1976), US-amerikanische Radrennfahrerin
- Bruce Miller (Baseballspieler) (* 1947), US-amerikanischer Baseballspieler
- Bruce Miller (Fußballspieler) (* 1957), kanadischer Fußballspieler
- Bruce Miller (Komponist), US-amerikanischer Komponist, Arrangeur und Dirigent
- Bruce Miller (Drehbuchautor), US-amerikanischer Drehbuchautor und Fernsehproduzent
- Bruce Miller (Footballspieler) (* 1987), US-amerikanischer American-Football-Spieler
- Bryce Miller (* 1982), US-amerikanischer Autorennfahrer
- Burton Miller (1926–1982), US-amerikanischer Kostümbildner
- Burton F. Miller (1905–1976), US-amerikanischer Filmtechniker

### C
- Calvin Miller (* 1998), schottischer Fußballspieler
- Candice Miller (* 1954), US-amerikanische Politikerin
- Carl Miller (Politiker) (1860–1930), deutscher Politiker
- Carl Miller (Schauspieler) (1893–1979), US-amerikanischer Schauspieler
- Carmen Miller, deutsche Künstlerin
- Carol Miller (* 1950), US-amerikanische Politikerin
- Caroline Miller (* 1991), US-amerikanische Fußballspielerin
- Caroline Pafford Miller (1903–1992), US-amerikanische Romanautorin
- Chanel Miller (* 1992), US-amerikanische Autorin und Künstlerin
- Charles Miller (Botaniker) (1739–1817), englischer Botaniker
- Charles Miller (Polospieler) (1868–1951), britischer Polospieler
- Charles Miller (Radsportler) (1875–1951), US-amerikanischer Radsportler
- Charles Miller (Musiker) (* 1939), US-amerikanischer Musiker
- Charles C. Miller (1831–1920), US-amerikanischer Arzt und Imker
- Charles David Copeland Miller (* 1976), schottischer Fußballspieler, siehe Charlie Miller
- Charles R. Miller (1857–1927), US-amerikanischer Politiker (Delaware)
- Charles William Miller (1874–1953), brasilianischer Fußballspieler und -funktionär
- Charlie Miller (* 1976), schottischer Fußballspieler
- Chelone Miller (1983–2013), US-amerikanischer Snowboarder
- Cheryl Miller (Schauspielerin) (* 1943), amerikanische Schauspielerin
- Cheryl Miller (Basketballspielerin) (* 1964), amerikanische Basketballspielerin
- Chet Miller (1902–1953), US-amerikanischer Rennfahrer
- Chris Miller (Autor) (* 1942), US-amerikanischer Drehbuchautor
- Chris Miller (Footballspieler) (* 1965), US-amerikanischer American-Football-Spieler
- Chris Miller (Animator) (* 1968), US-amerikanischer Schauspieler und Regisseur
- Chris Miller (Regisseur) (* 1975), US-amerikanischer Drehbuchautor, Produzent, Regisseur und Schauspieler
- Chris Miller (Musiker), britischer Musiker, Mitglied von You Me at Six
- Chris J. Miller (* 1983), US-amerikanischer Schauspieler, Autor, Regisseur und Komponist
- Christa Miller (* 1964), US-amerikanische Schauspielerin
- Christian Miller (Feuerwehrmann) (* 1976), deutscher Chemiker und Feuerwehrmann
- Christian William Miller (1921–1995), amerikanischer Künstler und Model
- Christian Miller (Footballspieler) (* 1996), amerikanischer American-Football-Spieler
- Christian B. Miller, amerikanischer Philosoph
- T. Christian Miller (* 1970), amerikanischer Investigativreporter und Kriegskorrespondent, Herausgeber und Autor
- Christoph Miller (1902–1988), deutscher Architekt
- Christopher C. Miller (* 1965), US-amerikanischer Regierungsbeamter
- Christopher E. Miller (* 1982), US-amerikanischer Geoarchäologe
- Christopher R. Miller, US-amerikanischer Politikwissenschaftler
- Christopher Robin Miller (* 1967), US-amerikanischer Schauspieler und Synchronsprecher
- Chuck Miller (1944–2011), US-amerikanischer Musiker
- Clarence B. Miller (1872–1922), US-amerikanischer Politiker
- Clarence E. Miller (1917–2011), US-amerikanischer Politiker
- Claude Miller (1942–2012), französischer Filmregisseur
- Clement Woodnutt Miller (1916–1962), US-amerikanischer Politiker
- Clint Miller (* 1939), US-amerikanischer Politiker, Jurist und Musiker
- Clyde L. Miller (1930–1988), US-amerikanischer Politiker
- Coby Miller (* 1976), US-amerikanischer Leichtathlet
- Cody Miller (* 1992), US-amerikanischer Schwimmer
- Colin Miller (Fußballspieler) (* 1964), kanadischer Fußballspieler und -trainer
- Colin Miller (Cricketspieler) (* 1964), australischer Cricketspieler
- Colin Miller (Eishockeyspieler, 1971) (* 1971), kanadischer Eishockeyspieler
- Colin Miller (Eishockeyspieler, 1992) (* 1992), kanadischer Eishockeyspieler
- Colleen Miller (Schauspielerin) (* 1932), US-amerikanische Schauspielerin
- Colleen Miller (Ruderin) (* 1967), kanadische Ruderin
- Conor Miller (* 1995), US-amerikanischer American-Football-Spieler
- Cordelia Miller (* 1969), deutsche Musikwissenschaftlerin, Kirchenmusikerin und Hochschullehrerin
- Cory Miller (* 1988), US-amerikanischer Fußballspieler
- Craig Miller (Drehbuchautor) (* 1954), US-amerikanischer Drehbuchautor und Produzent
- Craig Miller (Wasserballspieler) (* 1971), australischer Wasserballspieler
- Craig Miller (Regisseur) (* 1978), US-amerikanischer Regisseur und Produzent
- Craig Miller (Ringer) (* 1985), neuseeländischer Ringer
- Craig A. Miller (* 1962), australischer Tennisspieler
- Craig D. Miller (* 1963), US-amerikanischer Tennisspieler
- Cymphonique Miller (* 1996), US-amerikanische Schauspielerin und Sängerin
- Cynthia Miller Freivogel, US-amerikanische Geigerin

### D
- Dan Miller (Politiker, 1942) (* 1942), US-amerikanischer Politiker (Florida)
- Dan Miller (Politiker, 1944) (* 1944), kanadischer Politiker
- Dan Miller (Kampfsportler) (* 1981), US-amerikanischer Kampfsportler
- Dan Miller (Musiker) (1969–2022), US-amerikanischer Jazzmusiker
- Dan John Miller, US-amerikanischer Schauspieler und Musiker
- Daniel Miller (Musikproduzent) (* 1951), britischer Musikproduzent und Labelgründer
- Daniel Miller Tenenbaum (* 1995), israelisch-brasilianischer Fußballtorhüter
- Daniel F. Miller (1814–1895), amerikanischer Politiker
- Daniel H. Miller († 1846), amerikanischer Politiker
- Danny Miller (* 1947), kanadischer Wirtschaftswissenschaftler und Hochschullehrer
- Darcy Miller (* 2004), australischer Diskuswerfer
- Darius Miller (* 1990), US-amerikanischer Basketballspieler
- Dave Miller, bekannt als Dave Yaras (1912–1974), US-amerikanischer Gangster
- Dave Miller (Produzent) (1925–1985), US-amerikanischer Musikproduzent
- Dave Miller (Musiker), US-amerikanischer Musiker, Gitarrist von Senses Fail
- Dave Miller (Programmierer) (* 1972), US-amerikanischer Software-Entwickler
- David Miller (Cricketspieler, 1870) (1870–1943), australischer Cricketspieler
- David Miller (Countrysänger) (1883–1953), US-amerikanischer Country-Sänger
- David Miller (Regisseur) (1909–1992), US-amerikanischer Regisseur, Produzent und Drehbuchautor
- David Miller (Eishockeyspieler) (1925–1996), kanadischer Eishockeyspieler
- David Miller (Philosoph) (1942–2024), britischer Philosoph
- David Miller (Segler) (* 1943), kanadischer Segler
- David Miller (Politiker, 1953) (* 1953), US-amerikanischer Politiker (Wyoming)
- David Miller (Politiker) (* 1958), kanadischer Politiker
- David Miller (Cricketspieler, 1974) (* 1974), englischer Cricketspieler
- David Miller (Cricketspieler, 1989) (* 1989), südafrikanischer Cricketspieler
- David A. B. Miller (* 1954), britisch-US-amerikanischer Physiker
- David Alan Miller (* 1962), US-amerikanischer Dirigent
- David Hunter Miller (1875–1961), US-amerikanischer Anwalt und Diplomat
- David Leslie Miller (* 1946), britischer politischer Philosoph und Sozialwissenschaftler
- David S. Miller (* 1974), US-amerikanischer Informatiker
- Dax Miller, US-amerikanischer Architekt und Schauspieler
- Dayton C. Miller (1866–1941), US-amerikanischer Physiker
- Deb Miller (* 1954), US-amerikanische Politikerin, Verkehrsministerin des Bundesstaates Kansas
- Deborah Adair Miller (* 1952), US-amerikanische Schauspielerin, siehe Deborah Adair (Schauspielerin)
- Delvin Glenn Miller (1913–1996), US-amerikanischer Trabrennfahrer
- Dennis Miller (* 1953), US-amerikanischer Comedian
- Dennis Miller (Schauspieler, 1937) (* 1937), australischer Schauspieler
- Denny Miller (Dennis Linn Miller; 1934–2014), US-amerikanischer Schauspieler
- Derek Miller (Schauspieler), US-amerikanischer Schauspieler und Drehbuchautor
- Derek Miller (Musiker) (* 1974), kanadischer Musiker und Singer-Songwriter
- Derek B. Miller (* 1970), US-amerikanischer Autor
- Deron Miller (* 1976), US-amerikanischer Musiker
- Diane Disney Miller (1933–2013), US-amerikanische Winzerin und Mäzenin
- Dick Miller (1928–2019), US-amerikanischer Schauspieler
- Dominic Miller (* 1960), argentinischer Gitarrist
- Don Miller (Footballspieler, 1902) (1902–1979), US-amerikanischer Jurist, American-Football-Spieler und -Trainer
- Don Miller (Footballspieler, 1932) (* 1932), US-amerikanischer American-Football-Spieler
- Don Miller (Politiker) (* 1956), US-amerikanischer Politiker (Tennessee)
- Donald Miller (Musiker) (1958–2024), US-amerikanischer Gitarrist
- Donald Miller (Schriftsteller) (* 1971), US-amerikanischer Schriftsteller
- Donald L. Miller (* 1944), US-amerikanischer Historiker und Biograf
- Doreen Miller, Baroness Miller of Hendon (1933–2014), britische Politikerin (Conservative Party)
- Doris Miller (1919–1943), US-amerikanischer Koch
- Dorothy Canning Miller (1904–2003), US-amerikanische Kuratorin
- Drew Miller (* 1984), US-amerikanischer Eishockeyspieler
- Dwayne Miller (* 1987), jamaikanischer Fußballspieler

### E
- Earl Miller (Eishockeyspieler) (1905–1936), kanadischer Eishockeyspieler
- Earl Miller (Fotograf), US-amerikanischer Fotograf
- Earl K. Miller (* 1962), US-amerikanischer Neurowissenschaftler
- Eddie Miller (1911–1991), US-amerikanischer Jazz-Saxophonist
- Edith Miller (1875–1936), kanadische Sängerin
- Edward Miller (Komponist) (1735–1807), britischer Komponist und Historiker
- Edward A. Miller (1922–2014), US-amerikanischer Ingenieur
- Edward E. Miller (1880–1946), US-amerikanischer Politiker
- Edward G. Miller (1911–1968), US-amerikanischer Diplomat
- Edward J. Miller (* 1930), US-amerikanischer Komponist
- Edward Tylor Miller (1895–1968), US-amerikanischer Politiker
- Elfriede Miller-Hauenfels (1893–1962), österreichische Malerin und Grafikerin
- Elizabeth Miller (Epidemiologin), britische Epidemiologin
- Elizabeth C. Miller (1920–1987), US-amerikanische Biochemikerin
- Elma Miller (* 1954), kanadische Komponistin
- Elmer Miller (Baseballspieler, 1890) (1890–1944), US-amerikanischer Baseballspieler
- Elmer Miller (Baseballspieler, 1903) (1903–1987), US-amerikanischer Baseballspieler
- Elmer S. Miller (* 1931), US-amerikanischer Ethnologe
- Émile Miller (1884–1922), kanadischer Geograph, Autor und Hochschullehrer
- Emily Huntington Miller (1833–1913), US-amerikanische Autorin, Pädagogin und Hochschullehrerin
- Emma Miller (1839–1917), australische Pazifistin, Gewerkschafterin und Politikerin (Labor Party)
- Emmanuel Miller (1812–1886), französischer Gräzist, Byzantinist und Paläograph
- Emmett Miller (1900–1962), US-amerikanischer Sänger und Entertainer
- Eric Miller (* 1993), US-amerikanischer Fußballspieler
- Erich Miller-Hauenfels (1889–1972), österreichischer Radierer
- Ernest Miller (1885–1957), US-amerikanischer Kameramann
- Ernst Miller (?–2008), österreichischer Unternehmer
- Esther Miller (* 1957), kanadische Skilangläuferin
- Euan Miller (1897–1985), britischer Generalleutnant
- Eve Miller (1923–1973), US-amerikanische Schauspielerin
- Eugen Miller (Politiker), deutscher Politiker (FDP)
- Eugen von Miller zu Aichholz (Industrieller, 1835) (1835–1919), österreichischer Industrieller, Kunstsammler und Mäzen
- Eugen von Miller zu Aichholz (Industrieller, 1878) (1878–1963), österreichischer Industrieller, Unternehmer
- Ezra Miller (* 1992), US-amerikanischer Schauspieler

### F
- F. Hudson Miller, US-amerikanischer Tonmeister
- Ferdinand von Miller der Jüngere (1842–1929), deutscher Bildhauer und Erzgießer
- Ferdinand von Miller der Ältere (1813–1887), deutscher Erzgießer, Erbauer der Bavaria und Politiker (Zentrum), MdR
- Florian von Miller (1668–nach 1714), deutscher Pfarrer
- Francis Don Miller (1920–1996), US-amerikanischer Sportfunktionär und Oberst der US Army
- Francis Trevelyan Miller (1877–1959), US-amerikanischer Schriftsteller und Fotograf
- Frank Miller (Kryptologe) (1842–1925), US-amerikanischer Kryptologe
- Frank Miller (Cartoonist, 1898) (1898–1949), US-amerikanischer Cartoonist
- Frank Miller (Musiker, 1918) (1918–2015), US-amerikanischer Sänger und Songwriter
- Frank Miller (Cartoonist, 1926) (1926–1983), US-amerikanischer Cartoonist
- Frank Miller (Politiker) (1927–2000), kanadischer Politiker
- Frank Miller (Lyriker) (1927/1928–2014), US-amerikanischer Lyriker und Jazzmusiker
- Frank Miller (* 1957), US-amerikanischer Comicautor
- Frankie Miller (Countrymusiker) (* 1931), US-amerikanischer Country-Musiker
- Frankie Miller (Rockmusiker) (* 1949), britischer Sänger
- Franky Miller (* 1966), deutscher Musikproduzent, siehe C-Block
- František Miller (1902–1983), tschechischer Zoologe
- Franz von Miller (Militärwissenschaftler) (1759–1801), deutscher Militärwissenschaftler
- Franz von Miller (Volkswirtschaftler) (1783–1842), deutscher Volkswirtschaftler
- Franz Miller (Journalist) (* 1951), deutscher Wissenschaftsjournalist
- Franz R. Miller (1926–2012), deutscher Komponist und Musikwissenschaftler
- Fred Miller (Journalist, 1863) (Frederick Miller; 1863–1924), britischer Journalist und Herausgeber
- Fred Miller (Drehbuchautor), Drehbuchautor und Schauspieler
- Fred Miller (Journalist, 1904) (Frederick Walter Gascoyne Miller; 1904–1996), neuseeländischer Journalist
- Fred Miller (Politiker) (Frederick Joseph Miller; 1926–1992), australischer Politiker
- Fred Miller (Segler), US-amerikanischer Segler und Herausgeber
- Fred Miller (Footballspieler, 1940) (1940–2023), US-amerikanischer American-Football-Spieler
- Fred Miller (Footballspieler, 1973) (* 1973), US-amerikanischer American-Football-Spieler
- Fred D. Miller, Jr. (* 1944), US-amerikanischer Philosoph und Philosophiehistoriker
- Freddie Miller (1911–1962), US-amerikanischer Boxer
- Frederick Miller (1824–1888), US-amerikanischer Brauereiunternehmer
- Friedrich Miller (1832–1892), deutscher Maschinenfabrikant
- Fritz von Miller (1840–1921), deutscher Erzgießer, Goldschmied und Bildhauer
- Fritz Miller (Baumeister) (1894–1975), deutscher Baumeister
- Fritz Miller (Zellbiologe) (1913–2001), österreichisch-deutscher Zellbiologe und Hochschullehrer

### G
- G. William Miller (1925–2006), amerikanischer Politiker
- Gabriele Miller (1923–2010), deutsche römisch-katholische Theologin
- Gabrielle Miller (* 1973), kanadische Schauspielerin
- Gail Miller (* 1976), australische Wasserballspielerin
- Gareth Miller (* 1987), südafrikanischer Eishockeyspieler
- Garrett Miller (* 1977), US-amerikanischer Ruderer
- Gary Miller (Sänger) (1924–1968), britischer Sänger
- Gary Miller (Politiker) (* 1948), US-amerikanischer Politiker
- Gary Miller (Snookerspieler), englischer Snookerspieler
- Gary Miller (Fußballspieler) (* 1987), schottischer Fußballspieler
- Gary Miller-Zinkgraf, US-amerikanischer Basketballspieler
- Gary L. Miller, US-amerikanischer Informatiker
- Geoffrey Miller (* 1965), US-amerikanischer Psychologe und Evolutionsbiologe
- Geoffrey D. Miller (* 1949), US-amerikanischer General
- George Miller (Radsportfunktionär), schottischer Radsportfunktionär
- George Miller (Polospieler) (1867–1935), britischer Polospieler
- George Miller (Fußballspieler, 1927) (* 1927), südafrikanischer Fußballspieler
- George Miller (Fußballspieler, 1939) (1939–2008), schottischer Fußballspieler und -trainer
- George Miller (Regisseur) (* 1945), australischer Filmregisseur und -produzent
- George Miller (Politiker) (* 1945), US-amerikanischer Politiker
- George Miller (Fußballspieler, 1980) (* 1980), liberianischer Fußballspieler
- George Miller (Fußballspieler, 1991) (* 1991), englischer Fußballspieler
- George Miller (Musiker) (* 1992), australischer Musiker und Webvideoproduzent
- George Miller (Fußballspieler, 1998) (* 1998), englischer Fußballspieler
- George Abram Miller (1863–1951), US-amerikanischer Mathematiker
- George A. Miller (1920–2012), US-amerikanischer Psychologe und Psycholinguist
- George Bures Miller (* 1960), kanadischer Klang- und Installationskünstler sowie Filmemacher
- George Funston Miller (1809–1885), US-amerikanischer Politiker
- George Paul Miller (1891–1982), US-amerikanischer Politiker
- George Trumbull Miller (1943–2023), australischer Filmregisseur und -produzent
- Gerold Miller (* 1961), deutscher Künstler
- Gerrit Smith Miller (1869–1956), amerikanischer Zoologe und Botaniker
- Gerry Miller (* 1960), schottischer Maler
- Gilbert Miller (1884–1969), US-amerikanischer Theaterproduzent und Regisseur
- Gina Miller (* 1965), britische Fondsmanagerin und politische Aktivistin
- Gisela Miller-Kipp (* 1942), deutsche Historikerin und Hochschullehrerin
- Glenn Miller (1904–1944), US-amerikanischer Jazzmusiker
- Glenn Miller (Filmregisseur) (* 1974), US-amerikanischer Filmregisseur und Filmschauspieler
- Godfrey Clive Miller (1893–1964), neuseeländischer Maler
- Gordon Miller (* 1939), britischer Hochspringer
- Gottfried Miller (1923–2018), deutscher Politiker
- Gottlob Dietrich Miller (1753–1822), deutscher Jurist
- Grażyna Miller (1957–2009), polnisch-italienische Dichterin, Publizistin und Übersetzerin
- Graeme Miller (* 1960), neuseeländischer Radrennfahrer
- Greg Miller (Philologe), US-amerikanischer Philologe
- Greg Miller (Basketballspieler) (* 1977), US-amerikanisch-italienischer Basketballspieler.
- Greg Miller (Filmeditor), Filmeditor

### H
- Hal Miller (1929–2015), britischer Politiker
- Hanns Miller (1894–1975), deutscher Bauingenieur
- Hanns von Miller (1916–1989), deutscher Bildhauer, Grafiker, Fotograf und Glaskünstler
- Hans Miller (Bildhauer) (1887–nach 1946), deutscher Bildhauer
- Hans Miller (Heimatforscher) (1926–2005), deutscher Heimatforscher
- Harley Miller, US-amerikanischer Szenenbildner
- Harold Miller (Schauspieler) (1894–1972), US-amerikanischer Schauspieler
- Harold Miller (Fußballspieler) (1902–1988), englischer Fußballspieler
- Harold Arminius Miller (1875–1943), US-amerikanischer Rennwagenkonstrukteur
- Harriet Mann Miller (1831–1918), US-amerikanische Schriftstellerin
- Harro Miller (* 1940), deutscher Fußballspieler und -trainer
- Harry Miller (1941–1983), südafrikanischer Jazzbassist
- Harvey Miller (Drehbuchautor) (1935–1999), US-amerikanischer Drehbuchautor
- Harvey R. Miller (1933–2015), US-amerikanischer Jurist
- Haynes Miller (* 1948), US-amerikanischer Mathematiker
- Heather Miller-Koch (* 1987), US-amerikanische Siebenkämpferin
- Heinrich Miller (* 1944), österreichischer Polarforscher
- Helen Miller Shepard (geb. Gould; 1886–1938), US-amerikanische Philanthropin
- Henrich Miller (vor 1702–1782), deutscher Drucker, Verleger und Übersetzer
- Henry Miller (Viehzüchter) (1827–1916), deutsch-amerikanischer Viehzüchter
- Henry Miller (Schauspieler) (1859–1926), englisch-amerikanischer Schauspieler und Regisseur
- Henry Miller (1891–1980), US-amerikanischer Schriftsteller
- Henry Armstrong Miller (* 1969), US-amerikanischer Kampfsportler, siehe Sentoryū Henri
- Henry I. Miller (* 1947), US-amerikanischer Autor
- Herman Miller (Politiker) (1833–1922), deutschamerikanischer Politiker
- Herman Miller, US-amerikanischer Unternehmer, siehe Herman Miller (Unternehmen)
- Herman Miller (Drehbuchautor) (1919–1999), US-amerikanischer Drehbuchautor und Filmproduzent
- Hermann Miller (1826–1874), deutscher Insektenforscher
- Homer V. M. Miller (1814–1896), US-amerikanischer Politiker
- Howard Shultz Miller (1879–1970), US-amerikanischer Politiker
- Hubert Miller (Bobfahrer) (1918–2000), amerikanischer Bobfahrer
- Hubert Miller (Geologe) (1936–2020), deutscher Geologe
- Hugh Miller (Geologe) (1802–1856), schottischer Geologe, Schriftsteller und Erzählforscher
- Hugh Thomas Miller (1867–1947), US-amerikanischer Politiker (Indiana)
- Hugo Miller (1851–1887), württembergischer Oberamtmann

### I
- Inger Miller (* 1972), amerikanische Leichtathletin
- Ioana Miller (Produzentin), Filmproduzentin
- Ioana Miller; Geburtsname von Ioana Gelip (* 1995), irische Schachspielerin
- Ira Miller (1940–2012), US-amerikanischer Schauspieler
- Irene Miller (1922–2004), tschechisch-jüdische Widerstandskämpferin und Überlebende des Nazifaschismus
- Isabella Miller (* 1917), kanadische Leichtathletin
- Ishmael Miller (* 1987), englischer Fußballspieler

### J
- J. T. Miller (Jonathan Tanner Miller; * 1993), US-amerikanischer Eishockeyspieler
- Jack Miller (Bandleader) (1895–1985), US-amerikanischer Jazzmusiker und Bandleader
- Jack Miller (Leichtathlet) (1899–1957), kanadischer Hochspringer
- Jack Miller (Politiker) (1916–1994), US-amerikanischer Politiker (Republikanische Partei)
- Jack Miller (Drehbuchautor) (1934–1980), US-amerikanischer Drehbuchautor
- Jack Miller (Rennfahrer, 1961) (* 1961), US-amerikanischer Automobilrennfahrer
- Jack Miller (Skirennläufer) (* 1965), US-amerikanischer Skirennläufer
- Jack Miller (Rennfahrer, 1995) (* 1995), australischer Motorradrennfahrer
- Jacob Miller (Musiker) (1952–1980), jamaikanischer Reggaesänger
- Jacob Miller (Bobfahrer) (* 1982), US-amerikanischer Bobfahrer
- Jacob W. Miller (1800–1862), US-amerikanischer Politiker
- Jacques Miller (* 1931), australischer Immunologe
- Jacques-Alain Miller (* 1944), französischer Psychoanalytiker
- Jakob Miller (Theologe) (1550–1597), deutscher Theologe
- Jakob Miller (Politiker) (1822–1884), deutscher Beamter und Politiker
- Jakob Miller (* 2003), US-amerikanischer Schauspieler, siehe Andrew und Jakob Miller
- James Miller (Politiker) (1776–1851), US-amerikanischer Politiker
- James Miller (Architekt) (1860–1947), schottischer Architekt und Künstler
- James Miller, 2. Baronet (1864–1906), schottischer Politiker und Offizier
- James Miller (Journalist) (* 1947), US-amerikanischer Journalist und Politikwissenschaftler
- James Miller (Dokumentarfilmer) (1968–2003), britischer Kameramann und Dokumentarfilmer
- James Miller (Leichtathlet) (* 1974), australischer Stabhochspringer
- James Miller (Rugbyspieler) (* 1939), australischer Rugby-Union-Spieler
- James A. Miller (1915–2000), US-amerikanischer Biochemiker
- James Blake Miller (Marlboro Man; * 1984), US-amerikanischer Irak-Kriegsveteran, siehe Marlboro Marine
- James C. Miller (* 1942), US-amerikanischer Wirtschaftswissenschaftler, Hochschullehrer und Wirtschaftsmanager
- James Francis Miller (1830–1902), US-amerikanischer Politiker
- James Grier Miller (1916–2002), amerikanischer Biologe und Systemwissenschaftler
- James Henry Miller (Ewan MacColl; 1915–1989), britischer Autor, Dichter, Schauspieler, Folksänger und Schallplattenproduzent, siehe Ewan MacColl
- James Monroe Miller (1852–1926), US-amerikanischer Politiker
- Jamie Miller (* 1997), britischer Sänger
- Jan Miller (* 1957), australische Squashspielerin
- Janet Miller (1873–1958), US-amerikanische Schriftstellerin, Missionarin und Ärztin
- Jared Lowell Miller (* 1969), kanadischer Altorientalist
- Jaroslav Miller (* 1971), tschechischer Historiker und Hochschullehrer
- Jarrell Miller (* 1988), US-amerikanischer Boxer
- Jason Miller (Eishockeyspieler) (* 1971), kanadischer Eishockeyspieler
- Jason Miller (Basketballspieler) (* 1980), US-amerikanischer Basketballspieler
- Jason Miller (Kampfsportler) (* 1980), US-amerikanischer Kampfsportler
- Jason Miller (Schauspieler) (1939–2001), US-amerikanischer Schauspieler und Dramatiker
- Jason P. Miller, US-amerikanischer Mathematiker
- Jason Miller (Politikberater) (* 1974), US-amerikanischer Politikberater
- Jay Miller (* 1960), US-amerikanischer Eishockeyspieler
- Jean Miller (* 1935), kanadische Badmintonspielerin
- Jeannette Miller (Schauspielerin), US-amerikanische Schauspielerin
- Jeannette Miller (Schriftstellerin) (* 1944), dominikanische Schriftstellerin, Kunstkritikerin und -historikerin
- Jeff Miller (* 1959), US-amerikanischer Politiker
- Jeffrey Miller (Rugbyspieler) (* 1962), australischer Rugby-Union-Spieler
- Jeffrey Charles Percy Miller (1906–1981), britischer Mathematiker
- Jeffrey Glenn Miller (1950–1970), US-amerikanischer Student und Massakeropfer
- Jennifer Miller (* 1961), US-amerikanische Entertainerin und Schriftstellerin
- Jeremie Miller (* 1975), US-amerikanischer Programmierer
- Jeremy Miller (* 1976), US-amerikanischer Schauspieler
- Jerome G. Miller († 2015), US-amerikanischer Jurist und Justizreformer
- Jerry Miller (1939–2012), US-amerikanischer Boxtrainer und Promoter
- Jerzy Miller (* 1952), polnischer Politiker
- Jesse Miller (1800–1850), US-amerikanischer Politiker
- Jewgeni Karlowitsch Miller (1867–1939), russischer General
- Jim Miller (Curler), schottischer Curler
- Jim Miller (Nordischer Kombinierer) (* 1947), US-amerikanischer Nordischer Kombinierer
- Jim Miller (Schlagzeuger) (1953/1954–2019), US-amerikanischer Jazzmusiker
- Jim Miller (Footballspieler, 1957) (* 1957), US-amerikanischer Footballspieler
- Jim Miller (Filmeditor), US-amerikanischer Filmeditor
- Jim Miller (Footballspieler, 1971) (* 1971), US-amerikanischer Footballspieler
- Jim Miller (Kampfsportler) (* 1983), US-amerikanischer Kampfsportler
- Jimmy Miller (1942–1994), US-amerikanischer Musikproduzent
- Joan Miller (Schauspielerin) (1910–1988), kanadische Schauspielerin
- Joan Miller (Tänzerin) (1936–2014), US-amerikanische Tänzerin
- Joan W. Miller (* vor 1978), kanadisch-amerikanische Augenärztin
- Joan Miller Lipsky (1919–2015), US-amerikanische Politikerin, Mitglied des Repräsentantenhauses von Iowa
- Joan Miller Smith (* 1967), US-amerikanische Biathletin
- JoAnn L. Miller (1949–2014), US-amerikanische Soziologin
- Joaquin Miller (1839–1913), US-amerikanischer Schriftsteller
- Jody Miller (1941–2022), US-amerikanische Countrysängerin
- Joe Miller (Eishockeyspieler, 1898) (Joseph Anthony Miller; 1898–1963), kanadischer Eishockeytorwart
- Joe Miller (Fußballspieler, 1899) (Joseph Miller; 1899–??), nordirischer Fußballspieler
- Joe Miller (Politiker) (Joseph Wayne Miller; * 1967), US-amerikanischer Jurist und Politiker
- Joe Miller (Fußballspieler, 1967) (Joseph Miller; * 1967), schottischer Fußballspieler
- Joe Miller (Golfspieler) (* 1984), britischer Golfspieler
- Joe Miller (Eishockeyspieler, 1985) (* 1985), walisischer Eishockeyspieler
- Joe Miller (Kommentator) (* 1987), britischer Sportkommentator
- Joe Wang Miller (* 1989), Fußballspieler der Nördlichen Marianen
- Joel Miller (Musiker) (* um 1970), kanadischer Jazzmusiker
- Joel Miller (Rennfahrer) (* 1988), US-amerikanischer Rennfahrer
- Joel McKinnon Miller (* 1960), US-amerikanischer Schauspieler
- Johann Miller (Architekt), deutscher Architekt
- Johann Baptist Miller (1823–1899), deutscher Politiker und bayerischer Bürgermeister
- Johann Franz Miller (1638–1720), Bischof und Graf von Triest
- Johann Martin Miller (1750–1814), deutscher Theologe und Schriftsteller
- Johann Nepomuk Miller (1838–1883), Verwaltungsbeamter und Landtagsabgeordneter in den Württembergischen Landständen
- Johann Peter Miller (Theologe, 1665) (1665–1740), deutscher Theologe und Prediger
- Johann Peter Miller (Altphilologe) (1705–1781), deutscher Altphilologe, Pädagoge und Hochschullehrer
- Johann Peter Miller (Theologe, 1725) (1725–1789), deutscher Theologe und Hochschullehrer
- Johann Samuel Miller (1779–1830), deutscher Paläontologe aus Danzig, wirkte in Bristol
- Johannes Miller (* 1931), österreichischer Politiker (ÖVP), Salzburger Landtagsabgeordneter
- John Miller (Politiker, 1774) (1774–1862), US-amerikanischer Politiker (New York)
- John Miller (Politiker, 1781) (1781–1846), US-amerikanischer Politiker (Missouri)
- John Miller (Ingenieur) (1805–1883), schottischer Ingenieur und Politiker
- John Miller (Politiker, 1843) (1843–1908), US-amerikanischer Politiker (North Dakota)
- John Miller (Schauspieler) (1896–1968), britischer Schauspieler
- John Miller (Ruderer) (1903–1965), US-amerikanischer Ruderer
- John Miller (Maler) (* 1954), US-amerikanischer Maler
- John Miller, ein Pseudonym von Reinhard Jahn (Autor) (* 1955), deutscher Autor
- John Miller (Footballspieler) (* 1993), US-amerikanischer Footballspieler auf der Position des Guard
- John A. Miller (1872–1941), US-amerikanischer Erfinder und Achterbahndesigner
- John E. Miller (1888–1981), US-amerikanischer Politiker (Arkansas)
- John E. Miller (* 1941), US-amerikanischer Generalleutnant im Ruhestand
- John F. Miller (* 1950), US-amerikanischer klassischer Philologe
- John Franklin Miller (Politiker, 1831) (1831–1886), US-amerikanischer Politiker (Kalifornien)
- John Franklin Miller (Politiker, 1862) (1862–1936), US-amerikanischer Politiker (Washington)
- John Frederick Miller (1759–1796), britischer Naturforscher und Illustrator
- John Gaines Miller (1812–1856), US-amerikanischer Politiker (Missouri)
- John Jackson Miller (* 1968), US-amerikanischer Comicautor und Publizist
- John K. Miller (1819–1863), US-amerikanischer Politiker (Ohio)
- John Lester Miller (1901–1978), US-amerikanischer Jurist
- John Michael Miller (* 1946), kanadischer Erzbischof von Vancouver
- John Milton Miller (1882–1962), US-amerikanischer Ingenieur und Radiopionier
- John Ripin Miller (1938–2017), US-amerikanischer Politiker (Washington)
- John Sebastian Miller (1715–1790), deutsch-britischer Naturforscher und Illustrator
- John Rulon-Miller (1939–2022), US-amerikanischer Autorennfahrer
- Johnny Miller (* 1947), US-amerikanischer Golfspieler
- Johnny Miller (Fußballspieler) (1950–2016), englischer Fußballspieler
- Johnny Miller (Musiker) (1915–1988), US-amerikanischer Jazzmusiker
- Jonathan Miller (1934–2019), britischer Regisseur
- Jonny Lee Miller (* 1972), britischer Schauspieler
- Josef Miller (Bildhauer) (1809–1882), österreichischer Bildhauer
- Josef Miller (Architekt), deutscher Architekt
- Josef Miller (Politiker, 1883) (1883–1964), deutscher Politiker (KPD)
- Josef Miller (Politiker, 1947) (* 1947), deutscher Politiker (CSU)
- Josef von Miller zu Aichholz (1797–1871), österreichischer Industrieller
- Josef Georg Miller (1905–1983), deutscher Maler
- Joseph Miller (Botaniker) (1668/1669–1748), britischer Botaniker
- Joseph Miller (Politiker) (1819–1862), US-amerikanischer Politiker
- Joseph C. Miller (1939–2019), US-amerikanischer Historiker
- Joshua John Miller (* 1974), US-amerikanischer Schauspieler
- Josi Miller, deutsche DJ, Sängerin und Moderatorin
- Judith Miller (Philosophin) (1941–2017), französische Psychoanalytikerin
- Judith Miller (Journalistin) (* 1948), US-amerikanische Journalistin
- Judith Miller (Sachverständige) (1951–2023), britische Antiquitätenexpertin, Autorin und Moderatorin
- Julius Miller (1772–1851), deutscher Musiker
- Junior Miller (* 1957), US-amerikanischer American-Football-Spieler
- Justin Miller (Baseballspieler, 1977) (1977–2013), US-amerikanischer Baseballspieler
- Justin Miller (Fußballspieler) (* 1980), südafrikanischer Fußballspieler
- Justin Miller (Footballspieler) (* 1984), US-amerikanischer American-Football-Spieler
- Justin Miller (Baseballspieler, 1987) (* 1987), US-amerikanischer Baseballspieler

### K
- K’Andre Miller (* 2000), US-amerikanischer Eishockeyspieler
- Kamal Miller (* 1997), kanadischer Fußballspieler
- Karina Miller (* 2002), US-amerikanische Tennisspielerin
- Karl Miller (Fußballspieler) (1913–1967), deutscher Fußballspieler
- Karl Miller (Literaturkritiker) (1931–2014), britischer Literaturkritiker und Herausgeber
- Karl Lewis Miller (1941–2008), US-amerikanischer Schauspieler, Stuntman und Filmtiertrainer
- Kate Miller-Heidke (* 1981), australische Musikerin
- Kei Miller (* 1978), jamaikanischer Dichter, Schriftsteller und Literaturwissenschaftler
- Keith Harvey Miller (1925–2019), US-amerikanischer Politiker
- Keith Miller (Cricketspieler) (1919–2004), australischer Cricketspieler
- Kelly Miller (Autor) (1863–1939), US-amerikanischer Soziologe, Mathematiker und Essayist
- Kelly Miller (Eishockeyspieler) (* 1963), US-amerikanischer Eishockeyspieler
- Kelly Miller (Schauspielerin), US-amerikanische Schauspielerin
- Kelly Miller (Basketballspielerin) (* 1978), US-amerikanische Basketballspielerin
- Kelly B. Miller (Kelly Bryce Miller; * 1972), US-amerikanischer Insektenkundler
- Kenneth Miller (Biologe) (* 1948), amerikanischer Biologe
- Kenneth Miller (* 1979), schottischer Fußballspieler und -trainer, siehe Kenny Miller
- Kenneth E. Miller (1936–2016), US-amerikanischer Politikwissenschaftler
- Kenneth G. Miller (* 1956), US-amerikanischer Paläontologe
- Kenneth Hayes Miller (1876–1952), US-amerikanischer Maler, Grafiker und Kunstpädagoge
- Kenper Miller (* 1946), US-amerikanischer Automobilrennfahrer
- Kern Miller (* 1991), englischer Fußballspieler
- Kevan Miller (* 1987), US-amerikanischer Eishockeyspieler
- Kevin Miller (Sänger), australischer Opernsänger (Tenor)
- Kevin Miller (Eishockeyspieler) (* 1965), US-amerikanischer Eishockeyspieler
- Kevin Miller (Fußballspieler) (* 1969), englischer Fußballspieler
- Khalil Miller (* 1996), kanadischer Basketballspieler
- Killian Miller (1785–1859), amerikanischer Politiker
- Kip Miller (* 1969), amerikanischer Eishockeyspieler
- Kirsten Miller (* 1973), amerikanische Schriftstellerin
- Kolton Miller (* 1995), US-amerikanischer American-Football-Spieler
- Konrad Miller (1844–1933), deutscher Theologe, Naturwissenschaftler und Kartographiehistoriker
- Konrad von Miller (1878–1959), deutscher Maler
- Konstantin Miller (1681–1745), deutscher Zisterzienser, 1725–1745 Reichsabt von Salem
- Kristen Miller (* 1976), amerikanische Schauspielerin
- Kurtis Miller (* 1970), US-amerikanischer Eishockeyspieler
- Kyle Miller (* 1989), US-amerikanischer Fußballspieler

### L
- Lamar Miller (* 1991), US-amerikanischer American-Football-Spieler
- Larry Miller (Instrumentenbauer) (* 1936), US-amerikanischer Akkordeonbauer
- Larry Miller (Künstler) (* 1944), US-amerikanischer Künstler
- Larry Miller (Basketballspieler) (1946–2025), US-amerikanischer Basketballspieler
- Larry Miller (Tennisspieler), US-amerikanischer Tennisspieler
- Larry Miller (* 1953), US-amerikanischer Schauspieler
- Larry Miller (Leichtathlet) (* 1963), antiguanischer Sprinter
- Laura Miller (* 1958), US-amerikanische Journalistin und Politikerin
- Laura Miller (Fußballspielerin) (* 2001), luxemburgische Fußballspielerin
- Lea Ann Miller (* 1961), US-amerikanische Eiskunstläuferin
- Lee Miller (1907–1977), US-amerikanische Fotografin und Fotojournalistin
- Lee Miller (Fußballspieler) (* 1983), schottischer Fußballspieler
- Lee Janney Miller (1947–2018), US-amerikanischer Botaniker
- Leif Miller (* 1967), deutscher Biologe und Naturschützer
- Leigh Miller (Leichtathlet, 1905) (1905–1998), kanadischer Sprinter
- Leigh Miller (Leichtathlet, 1963) (* 1963), australischer Hürdenläufer
- Lennon Miller (* 2006), schottischer Fußballspieler
- Lennox Miller (1946–2004), jamaikanischer Leichtathlet
- Leroy Miller (* 1965), US-amerikanischer Sänger, Gitarrist und Songwriter
- Leslie A. Miller (1886–1970), US-amerikanischer Politiker
- Leszek Miller (* 1946), polnischer Politiker
- Levi Miller (* 2002), australischer Schauspieler und Model
- Lewis Miller (* 2000), australischer Fußballspieler
- Liam Miller (1981–2018), irischer Fußballspieler
- Lisa Miller (Psychologin), US-amerikanische Psychologin
- Lisa Miller (Regisseurin) (* 1986), deutsche Regisseurin
- Lisa Miller (Leichtathletin), britische Leichtathletin
- Lisa Brown-Miller (1966–2025), US-amerikanische Eishockeyspielerin und -trainerin

- Lloyd Miller (Leichtathlet) (1915–1985), australischer Dreispringer
- Lloyd Miller (Musiker) (1938–2024), US-amerikanischer Musiker und Musikethnologe
- Logan Miller (* 1992), US-amerikanischer Schauspieler
- Lorin Miller (* 1935), US-amerikanischer Basketballtrainer
- Lorraine Miller (1922–1978), US-amerikanische Schauspielerin
- Louis E. Miller (1899–1952), US-amerikanischer Politiker
- Louis H. Miller (* 1935), US-amerikanischer Malariaforscher
- Loye Miller (1874–1970), US-amerikanischer Paläontologe und Ornithologe
- Lucas M. Miller (1824–1902), amerikanischer Politiker
- Ludwig Miller (1820–1897), österreichischer Beamter und Entomologe
- Lynden Miller (* 1938), US-amerikanische Gartenarchitektin

### M
- Mac Miller (1992–2018), US-amerikanischer Rapper
- Mack Miller (1931–2020), US-amerikanischer Skilangläufer
- Madeline Miller (* 1978), US-amerikanische Schriftstellerin
- Mandy Miller (* 1944), britische Schauspielerin
- Manfred Miller (1943–2021), deutscher Musikwissenschaftler und Musikjournalist
- Manfred Miller (Verwaltungswissenschaftler) (1956–2024), deutscher Verwaltungswissenschaftler
- Marc Miller (* 1975), US-amerikanischer Automobilrennfahrer
- Marcus Miller (* 1959), US-amerikanischer Musiker
- Mareike Miller (* 1990), deutsche Rollstuhlbasketballspielerin
- Margaret Miller Brown (1903–1970), kanadische Pianistin und Musikpädagogin
- Maria Miller (* 1964), britische Politikerin (Conservative Party)
- Mariannette Miller-Meeks (* 1955), US-amerikanische Politikerin (Republikanische Partei)
- Marie Miller (1770–1833), französische Tänzerin
- Marie von Miller (1861–1933), deutsche Malerin
- Marie-Chantal Miller (* 1968), Prinzessin von Dänemark, siehe Marie-Chantal von Griechenland
- Marilyn Miller (1898–1936), US-amerikanische Sängerin und Tänzerin
- Marisa Miller (* 1978), US-amerikanisches Model
- Mark Miller (Schauspieler) (1924–2022), US-amerikanischer Schauspieler, Drehbuchautor und Produzent
- Mark Miller (Jazzautor) (* 1951), kanadischer Jazzautor
- Mark Miller (Fußballspieler) (* 1962), englischer Fußballspieler und -trainer
- Mark Miller (Rennfahrer, 1962) (* 1962), US-amerikanischer Motorsportler
- Mark Miller (Basketballspieler) (* 1975), US-amerikanischer Basketballspieler
- Mark Miller (Rennfahrer, II) (Thriller), US-amerikanischer Motorradrennfahrer
- Mark Miller (Snookerspieler), englischer Snookerspieler
- Mark Thomas Miller (* 1960), US-amerikanischer Schauspieler
- Markus Miller (* 1982), deutscher Fußballtorwart
- Martin Miller (Fabrikant, 1769) (1769–1833), österreichischer Stahlwarenfabrikant
- Martin Miller (Fabrikant, 1814) (1814–1885), österreichischer Stahlwarenfabrikant
- Martin Miller (Fabrikant, 1846) (1846–??), österreichischer Stahlwarenfabrikant
- Martin Miller (Schauspieler, 1899) (geb. Rudolph Muller; 1899–1969), österreichischer Schauspieler
- Martin Miller (Unternehmer) (1946–2013), britischer Unternehmer und Autor
- Martin Miller (Archäologe) (* 1962), deutscher Archäologe
- Martin Miller (Baseballfunktionär) (* 1965), Vizepräsident der IBAF
- Martin Miller (Schauspieler, 1975) (* 1975), britischer Schauspieler
- Martin Miller (Fußballspieler) (* 1997), estnischer Fußballspieler
- Marvin Miller (Schauspieler) (1913–1985), US-amerikanischer Schauspieler, Synchronsprecher und Hörfunkmoderator
- Marvin Miller (Gewerkschafter) (1917–2012), US-amerikanischer Gewerkschafter und Baseballfunktionär
- Marvin Miller (Komponist) (* 1988), deutscher Komponist
- Mary Miller (Sängerin) (1926–1949), australische Sängerin (Sopran)
- Mary Miller (Schauspielerin) (* 1933), englische Schauspielerin
- Mary Miller (Kunsthistorikerin) (* 1952), US-amerikanische Kunsthistorikerin
- Mary Miller (Intendantin), schottische Violinistin, Musikkritikerin und Intendantin
- Mary Miller (Autorin) (* 1977), US-amerikanische Autorin
- Mary Britton Miller, bekannt als Isabel Bolton (1883–1975), US-amerikanische Schriftstellerin
- Mary J. Miller, US-amerikanische Staatssekretärin
- Mary Millicent Miller (1846–1894), US-amerikanische Kapitänin
- Mary E. Miller (* 1959), US-amerikanische Politikerin
- Maryanne Miller, US-amerikanische Soldatin
- Matheis Miller, Lindauer Maler
- Matt K. Miller (* 1960), US-amerikanischer Komiker, Autor, Synchronsprecher und Schauspieler
- Matthew Miller (Pressesprecher) (* 1973), US-amerikanischer Regierungsangestellter
- Matthew Paul Miller (* 1979), US-amerikanischer Reggae-, Hip-Hop-, Rock-Musiker, siehe Matisyahu
- Matthias Miller (* 1991), deutscher Jurist und Politiker

- Max Miller (Komiker) (1894–1963), britischer Komiker
- Max Miller (Journalist) (1899–1967), US-amerikanischer Journalist und Romanautor
- Max Miller (Historiker) (Maximilian Miller; 1901–1973), deutscher Historiker, Archivar und katholischer Prälat
- Max Miller (Jazzmusiker) (1911–1985), US-amerikanischer Pianist und Vibraphonist
- Max Miller (Regisseur) (1937–2011), US-amerikanischer Filmschaffender und Fernsehregisseur
- Max Miller (Soziologe) (* 1944), deutscher Soziologe und Hochschullehrer
- Max Miller (Politiker) (* 1988), amerikanischer Politiker der Republikaner
- Maximilian Miller (Mathematiker) (1903–1980), deutscher Mathematiker
- Maximilian Miller (Fechter), deutscher Rollstuhlfechter
- May Miller (1899–1995), US-amerikanische Schriftstellerin
- McKaley Miller (* 1996), US-amerikanische Schauspielerin
- Melanie Miller (* 1972), US-amerikanische Produzentin
- Merav Miller (* 1971), israelische Nachrichtensprecherin und Rundfunksprecherin
- Meredith Miller (* 1973), US-amerikanische Radrennfahrerin
- Merle Miller (1919–1986), US-amerikanischer Drehbuchautor und Schriftsteller
- Merritt Finley Miller (1875–1965), US-amerikanischer Agrarwissenschaftler
- Merton H. Miller (1923–2000), US-amerikanischer Ökonom
- Michael Miller (Architekt) (1875–??), deutscher Architekt
- Michael Miller (Schauspieler, 1931) (1931–1983), US-amerikanischer Schauspieler
- Michael Miller (Schauspieler, II), deutscher Schauspieler und Synchronregisseur
- Michael Miller (Regisseur), US-amerikanischer Regisseur
- Michael Miller (Drehbuchautor), australischer Drehbuchautor
- Michael Miller (Fußballspieler) (* 1995), schottischer Fußballspieler
- Michael H. Miller (* 1952), pensionierter Vizeadmiral der US-Navy
- Michael R. Miller, US-amerikanischer Filmeditor
- Michail Adolfowitsch Miller (1924–2004), russischer Physiker und Hochschullehrer
- Michelle Simone Miller, US-amerikanische Schauspielerin
- Mike Miller (Golfspieler) (Michael John Miller; * 1951), schottischer Golfspieler
- Mike Miller (Musiker) (1953–2025), US-amerikanischer Gitarrist
- Mike Miller, Pseudonym von Stefano Mingardo (1959–2014), italienischer American-Football-Spieler und Schauspieler
- Mike Miller (Basketballspieler) (Michael Lloyd Miller; * 1980), US-amerikanischer Basketballspieler
- Mikel Miller (* 1988), philippinischer Eishockeyspieler
- Mildred Miller (1924–2023), US-amerikanische Sängerin
- Miranda Miller (* 1990), kanadische Mountainbikerin
- Mireille Miller-Young (* 1976), US-amerikanische Professorin für feministische Studien
- Miroslav Miller (* 1980), tschechischer Fußballspieler
- Mirta Miller (* 1948), argentinische Schauspielerin und Model
- Misha Miller (* 1995), moldauische Pop-Sängerin
- Mitch Miller (1911–2010), US-amerikanischer Orchesterleiter und Oboespieler
- Monique Miller (* 1933), kanadische Schauspielerin
- Moriz von Miller (1792–1866), deutscher General und Politiker
- Morris S. Miller (1779–1824), US-amerikanischer Politiker
- Mrs. Miller (1907–1997), US-amerikanische Sängerin
- Mulgrew Miller (1955–2013), US-amerikanischer Jazzpianist

### N
- Nate Miller (* 1963), US-amerikanischer Boxer
- Nathan Miller (Politiker) (1743–1790), US-amerikanischer Politiker
- Nathan Miller (Radsportler) (* 1985), US-amerikanischer Radsportler
- Nathan Lee Miller (1866–1934), US-amerikanischer Politiker
- Nathan Lewis Miller (1868–1953), US-amerikanischer Politiker
- Nathan M. Miller, US-amerikanischer Kameramann
- Navot Miller (* 1991), israelischer Maler und Installationskünstler
- Neal E. Miller (1909–2002), US-amerikanischer Psychologe
- Ned Miller (1925–2016), US-amerikanischer Sänger
- Neil Miller (* 1945), US-amerikanischer Autor und Journalist
- Nell Miller (* 2000), britische Tennisspielerin
- Nick Miller (Schauspieler) (* 1980), neuseeländischer Schauspieler
- Nick Miller (Leichtathlet) (* 1993), britischer Hammerwerfer
- Nikita Miller (* 1987), deutsch-russischer Comedian, Autor und Cartoonist
- Nolan Miller (1933–2012), US-amerikanischer Kostümbildner
- Norbert Miller (* 1937), deutscher Literatur- und Kunstwissenschaftler
- Norton G. Miller (1942–2011), US-amerikanischer Botaniker

### O
- Oliver Miller (1970–2025), US-amerikanischer Basketballspieler
- Omar Benson Miller (* 1978), US-amerikanischer Schauspieler
- Orrin L. Miller (1856–1926), US-amerikanischer Politiker
- Oscar Miller (Papierfabrikant, 1826) (1826–1893), deutsch-Schweizer Papierfabrikant, Kunstsammler, Mäzen und Donator
- Oscar Miller (Papierfabrikant, 1862) (1862–1934), Schweizer Papierfabrikant, Kunstsammler, Mäzen, Donator, Autor und Politiker
- Oskar von Miller (1855–1934), deutscher Bauingenieur und Museumsgründer
- Oswald Miller (1892–?) polnischer Radrennfahrer
- Otto von Miller (1860–1929), deutscher Philologe und Gymnasialdirektor
- Otto Miller (Geistlicher) (1879–1958), deutscher katholischer Geistlicher, Schriftsteller und Kirchenlieddichter
- Otto Miller (Baseballspieler) (1889–1962), US-amerikanischer Baseballspieler
- Otto Miller (Ingenieur) (* 1927), deutscher Ingenieur
- Otto Miller-Diflo (1878–1949), deutscher Maler

### P
- P. David Miller (* 1963), US-amerikanischer Schauspieler
- P. Schuyler Miller (1912–1974), US-amerikanischer Science-Fiction-Autor und -Kritiker
- Patina Miller (* 1984), US-amerikanische Schauspielerin und Sängerin
- Patricia Miller (Tennisspielerin) (* 1972), uruguayische Tennisspielerin
- Patricia H. Miller (* 1945), US-amerikanische Entwicklungspsychologin
- Patricia Watson-Miller (* 1965), britische Motorrad-Rallye-Raid-Fahrerin
- Patrick Miller (* 1980), schweizerisch-kenianischer Sänger, Songwriter, Produzent und Rapper
- Patsy Ruth Miller (1904–1995), US-amerikanische Schauspielerin
- Paul Miller (Fußballspieler, 1940) (Joseph Paul Miller; 1940–1963), englischer Fußballspieler
- Paul Miller (Rennfahrer) (* 1945), US-amerikanischer Automobilrennfahrer
- Paul Miller (Fußballspieler, 1959) (Paul Richard Miller; * 1959), englischer Fußballspieler
- Paul Miller (Schauspieler) (* 1960), kanadischer Schauspieler
- Paul Miller (Radsportler) (* 1963), australischer Radsportler
- Paul Miller (Fußballspieler, 1968) (* 1968), englischer Fußballspieler
- Paul D. Miller, bekannt als DJ Spooky (* 1970), amerikanischer Musiker, DJ und Produzent
- Penelope Ann Miller (* 1964), US-amerikanische Schauspielerin
- Perry Miller (Historiker) (Perry Gilbert Eddy Miller; 1905–1963), US-amerikanischer Geschichts- und Literaturwissenschaftler
- Perry Miller (Eishockeyspieler) (Perry Elvin Miller; * 1952), kanadischer Eishockeyspieler
- Pete Miller (* 1952), US-amerikanischer Basketballspieler, -trainer und -funktionär
- Peter Miller (Fußballspieler, 1858) (1858–1914), schottischer Fußballspieler
- Peter Miller (Fußballspieler, 1883) (1883–1963), englischer Fußballspieler
- Peter Miller (Fußballspieler, 1908) (1908–1979), schottischer Fußballspieler
- Peter Miller (Fußballspieler, 1929) (1929–2012), englischer Fußballspieler
- Peter Miller (Schauspieler, 1930) (1930–2003), US-amerikanischer Schauspieler
- Peter Miller (Fotograf) (* 1934), US-amerikanischer Fotograf
- Peter Miller (Schauspieler, 1969) (* 1968), kanadischer Schauspieler
- Peter Franz Miller (1745–1823), böhmischer Kantor, Musiker und Autor
- Peter J. Miller (* 1936), britischer Ichthyologe und Hochschullehrer
- Peter N. Miller (* 1964), US-amerikanischer Historiker
- Phil Miller (1949–2017), englischer Gitarrist
- Philip Miller (1691–1771), englischer Gärtner und Botaniker
- Philip Miller (Komponist) (* 1964), südafrikanischer internationaler Komponist
- Pleasant Moorman Miller (vor 1796–1849), US-amerikanischer Politiker
- Pleasant Thomas Miller (1875–1975), US-amerikanischer Chemiker
- Polina Andrejewna Miller (* 2000), russische Sprinterin
- Polina Sergejewna Miller (* 1988), russische Turnerin
- Poppy Miller (* 1969), britische Schauspielerin
- Portia Simpson Miller (* 1945), jamaikanische Politikerin (PNP)
- Punch Miller (1894–1971), US-amerikanischer Trompeter und Sänger

### R
- RJ Miller (* 1984), US-amerikanischer Jazzmusiker
- R. J. Dwayne Miller (* 1956), kanadischer Chemiker
- R. Paul Miller, Filmproduzent
- Raine Allen-Miller, britische Filmregisseurin
- Ralph Miller (Basketballtrainer) (1919–2001), US-amerikanischer Basketballtrainer
- Ralph Miller (Skirennläufer) (1933–2021), US-amerikanischer Skirennläufer
- Ramon Miller (* 1987), bahamaischer Leichtathlet
- Ramuel Miller (* 1980), barbadischer Fußballspieler
- Rand Miller (* 1959), US-amerikanischer Computerspielentwickler und Unternehmer
- Randi Miller (* 1983), US-amerikanische Ringerin
- Randy Miller (1971–2010), US-amerikanischer Musiker
- Raquel Miller (* 1985), US-amerikanische Boxerin
- Ray Miller (1941–2024), deutscher Schlagersänger
- Rebecca Miller (* 1962), US-amerikanische Schauspielerin und Regisseurin
- Reggie Miller (* 1965), US-amerikanischer Basketballspieler
- Rein Miller (1938–2017), estnischer Finanzexperte, Politiker und Sportfunktionär
- Reinhold Miller (* 1943), deutscher Pädagoge und Autor
- René Miller (* 1995), deutscher Sänger und Songwriter
- René Fülöp Miller (1891–1963), ungarisch-US-amerikanischer Schriftsteller
- Rhena Schweitzer-Miller (1919–2009), französisch-US-amerikanische Tochter von Albert Schweitzer
- Richard Miller (Maler) (1905–1959), deutscher Maler und Grafiker
- Richard Miller (Sänger) (1926–2009), US-amerikanischer Musikologe, Linguist, Stimmforscher, Gesangspädagoge und Opernsänger im Stimmfach Tenor
- Richard Miller (1928–2019), US-amerikanischer Schauspieler, siehe Dick Miller
- Richard Miller (Leichtathlet) (1929–2021), britischer Speerwerfer
- Richard C. Miller (1912–2010), US-amerikanischer Fotograf
- Richard E. Miller (1875–1943), amerikanischer Maler
- Robert Miller (Maler) (1939–2011), US-amerikanischer Maler und Kunsthändler
- Robert C. Miller (1925–2016), US-amerikanischer Physiker
- Robert Ellis Miller (1927/32–2017), US-amerikanischer Regisseur
- Robert H. Miller (1919–2009), US-amerikanischer Jurist
- Robert James Miller (1983–2008), US-amerikanischer Soldat
- Robert Rush Miller (1916–2003), US-amerikanischer Zoologe
- Robert Warren Miller (* 1933), US-amerikanischer Geschäftsmann
- Robyn Miller (* 1966), US-amerikanischer Computerspielentwickler und Unternehmer
- Roderick Miller (* 1992), panamaischer Fußballspieler
- Roger Miller (1936–1992), US-amerikanischer Country-Sänger
- Roger Miller (Musiker, 1952) (Roger Clark Miller; * 1952), US-amerikanischer Rockmusiker
- Rolf Miller (* 1967), deutscher Kabarettist und Comedian
- Ron Miller (Leichtathlet) (1929–2010), kanadischer Stabhochspringer
- Ron Miller (Songwriter) (1933–2007), US-amerikanischer Songwriter und Musikproduzent
- Ron Miller (Filmproduzent) (1933–2019), US-amerikanischer Filmproduzent
- Ron Miller (Bassist), US-amerikanischer Jazzbassist
- Ron Miller (Autor) (* 1947), US-amerikanischer Autor und Illustrator
- Ronald Miller (* 1960), deutscher Mathematiker und Physiker
- Ronald B. Miller (* um 1961), pensionierter Generalmajor der US Air Force
- Ronald D. Miller, US-amerikanischer Mediziner und Pharmakologe, Anästhesist und Herausgeber
- Roland Miller, US-amerikanischer Techniker
- Roy Miller (* 1984), costa-ricanischer Fußballspieler
- Rudolf von Miller (1899–1996), deutscher Ingenieur und Unternehmer
- Rudolf Miller (Psychologe) (* 1945), deutscher Psychologe und Hochschullehrer
- Rupert von Miller (1879–1951), deutscher Architekt und Bildhauer
- Russell A. Miller (* 1969), US-amerikanischer Jurist, Hochschullehrer, Autor und Herausgeber
- Rutger B. Miller (1805–1877), US-amerikanischer Politiker
- Ryan Miller (Musiker) (* 1972), US-amerikanischer Musiker
- Ryan Miller (* 1980), US-amerikanischer Eishockeytorwart
- Ryan Miller (Fußballspieler) (* 1984), US-amerikanischer Fußballspieler
- Ryan Miller (Footballspieler, 1989) (* 1989), US-amerikanischer American-Football-Spieler
- Ryan Miller (Pokerspieler), US-amerikanischer Pokerspieler
- Ryan Miller (Footballspieler, 2000) (* 2000), US-amerikanischer American-Football-Spieler

### S
- Sam Miller (Regisseur) (* 1962), britischer Filmregisseur
- Sam Miller (Leichtathlet) (* 1993), britischer Sprinter
- Sam J. Miller (Sam Joshua Miller; * 1979), US-amerikanischer Schriftsteller
- Samuel Miller (Theologe) (1769–1850), US-amerikanischer Theologe
- Samuel Miller (Radsportler) (* 1999), neuseeländischer Radsportler
- Samuel Almond Miller (1837–1897), US-amerikanischer Paläontologe
- Samuel Augustine Miller (1819–1890), US-amerikanischer Politiker und Offizier
- Samuel Franklin Miller (1827–1892), US-amerikanischer Politiker
- Samuel Freeman Miller (1816–1890), US-amerikanischer Richter
- Samuel Henry Miller (1840–1918), US-amerikanischer Politiker
- Scott Miller (Eishockeyspieler) (* 1955), kanadischer Eishockeyspieler
- Scott Miller (Programmierer) (* 1961), US-amerikanischer Programmierer und Unternehmer, siehe 3D Realms
- Scott Miller (Fußballspieler) (* 1972), australischer Fußballspieler
- Scott Miller (Schwimmer) (* 1975), australischer Schwimmer
- Scott Miller (Fußballtrainer) (* 1981), australischer Fußballtrainer
- Scott C. Miller (* 1979), US-amerikanischer Aktivist, Mäzen und Diplomat
- Scotty Miller (* 1997), US-amerikanischer American-Football-Spieler
- Sela Miller (* 1967), deutsche Schriftstellerin
- Seton I. Miller (1902–1974), US-amerikanischer Drehbuchautor und Produzent
- Seymour Michael Miller (1922–2021), US-amerikanischer Soziologe
- Shamilla Miller (* 1988), südafrikanische Schauspielerin, Fernsehmoderatorin und Model
- Shannon Miller (* 1977), US-amerikanische Turnerin
- Shaun Miller (* 1987), englischer Fußballspieler
- Shaunae Miller-Uibo (* 1994), bahamaische Sprinterin
- Sienna Miller (* 1981), US-amerikanische Schauspielerin
- Simone Rosa Miller, deutsche Autorin, Moderatorin und Philosophin
- Skip Miller (1946–2009), US-amerikanischer Geschäftsmann und Musikproduzent
- Smith Miller (1804–1872), US-amerikanischer Politiker
- Sofie Alice Miller, deutsche Schauspielerin
- Stanley Miller (1930–2007), US-amerikanischer Biologe und Chemiker
- Stephanie Miller (* 1961), US-amerikanische politische Kommentatorin, Comedian und Moderatorin der
- Stephen Miller (Gouverneur) (1816–1881), US-amerikanischer Politiker
- Stephen Miller (Archäologe) (1942–2021), US-amerikanischer Archäologe
- Stephen Miller (Leichtathlet) (* 1980), britischer Leichtathlet im Behindertensport
- Stephen Miller (Politikberater) (* 1985), US-amerikanischer Politikberater und Redenschreiber
- Stephen Decatur Miller (1787–1838), US-amerikanischer Politiker
- Steve Miller (Keyboarder) (1943–1998), britischer Keyboarder
- Steve Miller (Musiker) (* 1943), US-amerikanischer Rockmusiker
- Steve Miller (Autor) (1950–2024), US-amerikanischer Schriftsteller
- Steven Miller (Fußballspieler) (* 1989), US-amerikanischer Fußballspieler
- Steven C. Miller (* 1981), US-amerikanischer Regisseur und Filmeditor
- Stu Miller (1927–2015), US-amerikanischer Baseballspieler
- Susan Miller, Baroness Miller of Chilthorne Domer (* 1954), britische Politikerin (Liberal Democrats)
- Susanne Miller (1915–2008), deutsche Historikerin
- Suzie Miller, australisch-britische Dramatikerin und Anwältin

### T
- T. J. Miller (* 1981), US-amerikanischer Schauspieler und Komiker
- Tammy Miller (* 1967), britische Hockeyspielerin
- Taps Miller (1912–≈1976), US-amerikanischer Tänzer, Jazzmusiker und Songwriter
- Terence Miller (1918–2015), britischer Geologe und Paläontologe
- Terri Edda Miller (* 1956), US-amerikanische Drehbuchautorin und Filmproduzentin
- Terrie Miller (* 1978), norwegische Schwimmerin
- Terry Miller (1942–1989), US-amerikanischer Politiker
- Thierry Miller (* 1966), Schweizer Tischtennisspieler
- Thomas Miller (Journalist) (1876–1945), kanadischer Journalist und Vizegouverneur
- Thomas Miller (Fernsehproduzent) (1940–2020), US-amerikanischer Fernsehproduzent
- Thomas Miller, eigentlicher Name von Tom Verlaine (1949–2023), US-amerikanischer Sänger, Gitarrist und Songwriter
- Thomas Miller (Fußballspieler) (* 1963), deutscher Fußballspieler
- Thomas B. Miller (1896–1976), US-amerikanischer Politiker
- Thomas E. Miller (1849–1938), US-amerikanischer Politiker
- Thomas S. Miller, US-amerikanischer Diplomat
- Thomas Samuel Miller (1734–1790), böhmischer Komponist, siehe Thomas Samuel Müller
- Thomas W. Miller (1886–1973), US-amerikanischer Politiker
- Tim Miller (Politiker) (* 1965), US-amerikanischer Politiker (Minnesota)
- Tim Miller (Regisseur) (* 1965/1966), US-amerikanischer Animator und Filmregisseur
- Tim Miller (Gitarrist) (* 1973), US-amerikanischer Jazzmusiker
- Tim Miller (Dichter) (* 1979), US-amerikanischer Dichter
- Tim Miller (Eishockeyspieler) (* 1987), US-amerikanischer Eishockeyspieler
- T’Nia Miller (* 1985), britische Schauspielerin
- Tobie Miller, kanadische Drehleier-Spielerin, Blockflötistin und Sängerin
- Toby Miller (* 2000), US-amerikanischer Snowboarder
- Tom Miller (Fußballspieler, 1890) (1890–1958), schottischer Fußballspieler
- Tom Miller (Footballspieler) (1908–2005), US-amerikanischer Footballspieler
- Tom Miller (Politiker) (* 1944), US-amerikanischer Politiker
- Tom Miller (Eishockeyspieler) (1947–2017), kanadischer Eishockeyspieler
- Tom Miller (Fußballspieler, 1990) (* 1990), englischer Fußballspieler
- Tom Miller (Snookerspieler), britischer Snookerspieler
- Tommy Miller (* 1979), englisch-schottischer Fußballspieler
- Toni Miller (Anton Miller; 1914–nach 1963), deutscher Architekt
- Tony Miller (Rugbyspieler) (1929–1988), australischer Rugby-Union-Spieler und -Trainer
- Tony Miller (Fußballspieler) (* 1937), englischer Fußballspieler
- Tony Miller (Politiker) (* 1948), US-amerikanischer Politiker
- Tony Miller (Dokumentarfilmer) (* 1964), britischer Dokumentarfilmer
- Tony Miller (Footballspieler) (* 1973), US-amerikanischer Footballspieler
- Tyler Miller (* 1993), US-amerikanischer Fußballspieler

### V
- Valarie Rae Miller (* 1974), amerikanische Schauspielerin
- Van Miller (1927–2015), US-amerikanischer Sportreporter
- Victor Miller (Drehbuchautor) (* 1940), US-amerikanischer Drehbuchautor
- Victor S. Miller (* 1947), US-amerikanischer Mathematiker
- Viktor von Miller zu Aichholz (1845–1910), österreichischer Industrieller, Sammler und Mäzen
- Vinicius Miller (* 1990), brasilianischer Fußballspieler
- Vinzenz von Miller zu Aichholz (1827–1913), österreichischer Industrieller und Mäzen
- Virgil Miller (1887–1974), US-amerikanischer Kameramann
- Voldemar Miller (1911–2006), estnischer Kinderbuchautor, Buchwissenschaftler und Historiker
- Von Miller (* 1989), US-amerikanischer American-Football-Spieler

### W
- W. Chrystie Miller (1843–1922), US-amerikanischer Schauspieler der Stummfilmzeit
- Waldron DeWitt Miller (1879–1929), US-amerikanischer Ornithologe
- Walter Miller (Schauspieler) (1892–1940), US-amerikanischer Schauspieler
- Walter B. Miller (1920–2004), US-amerikanischer Soziologe
- Walter Dale Miller (1925–2015), US-amerikanischer Politiker
- Walter M. Miller, Jr. (1923–1996), US-amerikanischer Schriftsteller
- Walther von Miller (1894–1978), deutscher Politiker (CSU)
- Ward Miller (1902–1984), US-amerikanischer Politiker
- Warner Miller (1838–1918), US-amerikanischer Politiker
- Warren Miller (Politiker) (1847–1920), US-amerikanischer Politiker (West Virginia)
- Warren Miller (Schriftsteller) (1921–1966), amerikanischer Schriftsteller
- Warren Miller (Regisseur) (1924–2018), amerikanischer Regisseur und Produzent
- Warren Miller (Eishockeyspieler) (* 1953), US-amerikanischer Eishockeyspieler
- Warren E. Miller (1924–1999), amerikanischer Politikwissenschaftler
- Warren E. Miller (Politiker) (* 1964), amerikanischer Politiker (Maryland)
- Warren Hastings Miller (1876–1960), amerikanischer Schriftsteller
- Wayne Miller, US-amerikanischer Trampolinturner
- Wayne F. Miller (1918–2013), US-amerikanischer Fotograf
- Wendell Miller (* 2003), bahamaischer Sprinter
- Wentworth Miller (* 1972), US-amerikanischer Schauspieler
- Werner Miller (1892–1959), Schweizer Maler
- Wesley C. Miller (1894–1962), US-amerikanischer Tontechniker
- Wiley Miller (* 1951), US-amerikanischer Cartoon- und Comiczeichner
- Wilhelm von Miller (1848–1899), deutscher Chemiker
- Wilhelm Miller (Ingenieur) (1863–1926), deutscher Ingenieur und Hochschullehrer
- Wilhelm Miller (Gartenarchitekt) (1869–1938), US-amerikanischer Landschafts- und Gartenarchitekt, Publizist und Herausgeber
- William Miller (Politiker) (1770–1825), US-amerikanischer Politiker (North Carolina)
- William Miller (Baptist) (1782–1849), US-amerikanischer Prediger
- William Miller (Graveur) (1796–1882), britischer Graveur
- William Miller, 1. Baronet (1809–1887), schottischer Politiker und Vizekonsul
- William Miller (Fußballspieler) (1854–1894), schottischer Fußballspieler
- William Miller (Bischof) (1858–1927), Apostolischer Vikar von Transvaal
- William Miller (Historiker) (1864–1945), englischer Historiker, Mediävist und Journalist
- William Miller (Sänger) (1880–1925), US-amerikanischer Tenor
- William Miller (Ruderer, 1905) (1905–1985), US-amerikanischer Ruderer
- William Miller (Schauspieler, 1978) (* 1978), britischer Schauspieler
- William Miller (Ruderer, 1984) (* 1984), US-amerikanischer Ruderer
- William Miller (Schauspieler, 1996) (* 1996), britischer Schauspieler
- William Franklyn-Miller (* 2004), britisches Model und Schauspieler
- William Allen Miller (1817–1870), britischer Chemiker und Astronom
- William Chrystie Miller (1843–1922), US-amerikanischer Schauspieler der Stummfilmzeit, siehe W. Chrystie Miller
- William E. Miller (William Edward Miller; 1914–1983), US-amerikanischer Politiker
- William Edward Miller (Komponist) (1766–1839), britischer Komponist und Violinist
- William Edward Miller (1914–1983), US-amerikanischer Politiker, siehe William E. Miller
- William F. Miller (1925–2017), US-amerikanischer Informatiker und Wissenschaftsmanager
- William Ferguson Miller (* 1955), schottischer Fußballspieler, siehe Willie Miller
- William H. Miller (Pädagoge) (1907–1998), US-amerikanischer Stimm- und Singpädagoge
- William H. Miller (Chemiker) (* 1941), US-amerikanischer Chemiker
- William H. H. Miller (1840–1917), US-amerikanischer Jurist und Politiker
- William Hallowes Miller (1801–1880), britischer Mineraloge und Kristallograph
- William Henry Miller (1829–1870), US-amerikanischer Politiker
- William J. Miller (1899–1950), US-amerikanischer Politiker
- William Lash Miller (1866–1940), kanadischer Chemiker
- William Lee Miller (1926–2012), US-amerikanischer Schriftsteller
- William R. Miller (* 1947), US-amerikanischer Psychologe und Hochschullehrer
- William Read Miller (1823–1887), US-amerikanischer Politiker
- William Starr Miller I. (1793–1854), US-amerikanischer Politiker
- William Starr Miller II. (1856–1935), US-amerikanischer Industrieller
- William Waring Miller (1912–2008), US-amerikanischer Stabhochspringer, siehe Bill Miller (Stabhochspringer)
- Willoughby D. Miller (1853–1907), US-amerikanischer Dentalwissenschaftler
- Winston Miller (1910–1994), US-amerikanischer Stummfilmschauspieler, Drehbuchautor und Fernsehproduzent
- Wolfgang Miller (Architekt) (1928–2017), deutscher Garten- und Landschaftsarchitekt
- Wolfgang Miller (* 1962), deutscher Facharzt und Funktionär
- Wsewolod Fjodorowitsch Miller (1848–1913), russischer Historiker, Ethnograph und Linguist

### Y
- Yucco Miller (* 1990), japanische Jazz-Saxophonistin, Komponistin und Webvideoproduzentin
- Yvonne B. Miller (1934–2012), US-amerikanische Politikerin

### Z
- Zeke Miller, US-Journalist
- Zell Miller (1932–2018), US-amerikanischer Politiker
- Zoë Claire Miller (* 1984), US-amerikanische Künstlerin

## Kunstfiguren
- Daisy Miller, Novelle von Henry James (1878)
- Luisa Miller, Oper von Giuseppe Verdi (1849)

## Vorname
- Miller Anderson (Wasserspringer) (1922–1965), US-amerikanischer Wasserspringer
- Miller Anderson (Musiker) (* 1945), britischer Musiker
- Dennis Miller Bunker (1861–1890), US-amerikanischer Maler des Impressionismus
- Miller Huggins (1878–1929), US-amerikanischer Baseballspieler und -manager
- Magnus Miller Murray (1787–1838), US-amerikanischer Politiker, Bürgermeister von Pittsburgh
- Miller Puckette (* 1959), US-amerikanischer Software-Entwickler
- Miller Williams (1930–2015), US-amerikanischer Dichter, Autor, Übersetzer und Herausgeber